# Dru Stix
Andrew Campbell, también conocido como Dru Stix o Glen Campbell, fue el batería de la banda de hardcore punk The Exploited. Abandonó la agrupación tras ser condenado a 7 años de cárcel por cometer un asalto a mano armada. Su sustituto fue Danny Heatley. Campbell, grabó varios singles y el primer disco de larga duración de la banda, llamado Punks Not Dead, aparte de algunas canciones sueltas de algunos discos recopilatorios en directo de The Exploited. Dru Stix fallece debido al sida, enfermedad que contrajo por usar jeringuillas infectadas tras su adicción a la heroína.

## Discografía
| Nombre | del Álbum                            | Discográfica              |
| 1980   | Army Life                            | Exploited company records |
| 1980   | Exploited Barmy Army                 | Exploited company records |
| 1981   | Dogs Of War                          | Secret                    |
| 1981   | Punk's Not Dead                      | Secret                    |
| 1987   | Live and Loud en los temas 4, 6 y 14 |                           |
| 2005   | Singles Collection                   | Snapper Classics          |